# Pitch Black Progress
Pitch Black Progress è il secondo album in studio del gruppo musicale metal svedese Scar Symmetry, pubblicato nel 2006.

## Tracce
1. The Illusionist – 4:31
2. Slaves to the Subliminal – 5:04
3. Mind Machine – 3:54
4. Pitch Black Progress – 3:26
5. Calculate the Apocalypse – 4:01
6. Dreaming 24/7 – 4:11
7. Abstracted – 3:25
8. The Kaleidoscopic God – 7:09
9. Retaliator – 4:13
10. Oscillation Point – 4:04
11. The Path of Least Resistance – 4:29

## Formazione
- Jonas Kjellgren – chitarra
- Per Nilsson – chitarra
- Henrik Ohlsson – batteria
- Kenneth Seil – basso
- Christian Älvestam – voce